# Cesta I. triedy 78
Die Cesta I. triedy 78 (slowakisch für ‚Straße 1. Ordnung 78‘), kurz I/78, ist eine Straße 1. Ordnung in der Slowakei. Sie befindet sich im Norden des Landes in der Landschaft Orava (Arwa) und Oravský Podzámok und die Kleinstadt Námestovo mit der polnischen Grenze. Sie entstand als hochgestufte Straße 2. Ordnung 521.

## Verlauf
Die I/78 beginnt an einer Kreuzung mit der I/59 bei Oravský Podzámok und geht gleich hinauf Richtung Norden zum Pass Príslop, um das Gebirge Oravská Magura zu überqueren. Kurz hinter der Ortschaft Hruštín wendet sich die Straße in Richtung Nordost und erreicht die am Ufer des Arwa-Stausees gelegene Stadt Námestovo. In Zubrohlava ändert sich die Richtung in Nord-Nordwesten und steigt langsam hinauf zur Passhöhe am Pass Hliny im Hauptkamm der Beskiden. Hier endet die Straße an der polnisch-slowakischen Grenze; etwa 20 km hinter der Grenze gelangt man in die polnische Stadt Żywiec.